# Hébert Peck
Hébert Peck (* 1958 in Port-au-Prince, Haiti) ist ein haitianischer Filmproduzent.

## Leben
Peck wurde wie seine Brüder in Port-au-Prince geboren, zogen aber im Kindesalter mit ihren Eltern nach Zaire. Er besuchte ein Internat in Frankreich und zog 1979 in die USA, wo er unter anderem die Ohio University und das Brooklyn College besuchte.
Bei der Oscarverleihung 2017 erhielt Peck eine Nominierung für seine Beteiligung an dem Werk von seinem älteren Bruder Raoul Peck in der Kategorie Bester Dokumentarfilm, für den Film I Am Not Your Negro. Zuvor war er als Produzent – ebenfalls bei einem Dokumentarfilm seines Bruders – Assistance mortelle beteiligt.
Neben der Tätigkeit im Filmgeschäft arbeitet Peck an der Rutgers-Universität.

## Filmografie (Auswahl)
- 2013: Assistance mortelle (Dokumentarfilm)
- 2016: I Am Not Your Negro (Dokumentarfilm)